# Carlo Evertz
Carlo Evertz (Aken, 1 augustus 1990) is een Belgisch/Duitse voetballer, die uitkomt voor Sint-Truidense VV. Hij komt over van KAS Eupen.
Evertz is een aanvallende middenvelder, die graag achter de spitsen speelt. Hij is ook inzetbaar op de rechterflank.
Op 10 september 2010 maakte hij zijn debuut als invaller in met 0-2 verloren thuiswedstrijd tegen RSC Anderlecht

## Statistieken
| seizoen | club              | land   | competitie     | wed. | goals |
| ------- | ----------------- | ------ | -------------- | ---- | ----- |
| 2008/09 | KAS Eupen         | België | Exqi League    | 26   | 2     |
| 2009/10 | KAS Eupen         | België | Exqi League    | 1    | 0     |
| 2010/11 | Sint-Truidense VV | België | Jupiler League | 7    | 0     |
| 2010/11 | Sint-Truidense VV | België | Play-Off II A  | 0    | 0     |
|         |                   |        | Totaal         | 34   | 2     |

Bijgewerkt: 23/01/11
2 Ogawa ·
4 Belaïd ·
5 Taniguchi ·
6 Yanamoto ·
7 Brahimi ·
8 Fujita ·
9 Ferrari ·
10 Lamkel Zé ·
11 Delpupo ·
12 Coppens ·
13 Ito ·
14 Dumont ·
15 Zahiroleslam ·
16 Kokubo ·
19 Patris ·
20 Van Helden ·
21 Lendfers ·
22 Janssens ·
23 Barnes ·
24 Mindombe ·
25 Teuchy ·
27 Ananou ·
31 Godeau  ·
33 Diriken ·
34 Lambotte ·
37 Alexis ·
60 Vanwesemael ·
91 Bertaccini ·
Coach: Mazzù